# Исправлять ошибки
«Исправля́ть оши́бки» (англ. Rectify) — американский телесериал, созданный Рэйем Маккинноном, с Аденом Янгом и Эбигейл Спенсер в главных ролях. Проект выходил на Sundance Channel и стал первым драматическим сериалом канала, демонстрирующего независимые фильмы. В центре сюжета находится Даниэль Холден, который будучи подростком был осуждён за убийство своей шестнадцатилетней подруги. Спустя девятнадцать лет в камере смертников оказывается, что по новым данным ДНК он не может быть виновным, и его выпускают. Он вскоре возвращается к своей семье в маленький городок в штате Джорджия.
Премьера сериала состоялась 22 апреля 2013 года, первый сезон насчитывает шесть эпизодов. 1 мая канал продлил сериал на второй сезон из десяти эпизодов, который стартовал 19 июня 2014 года. Премьера третьего сезона состоялась во второй половине 2015 года. 8 января 2016 года SundanceTV объявил, что четвёртый сезон завершит сериал. 14 декабря 2016 года в эфир вышел заключительный эпизод сериала.
Сериал получил высокие оценки от критиков, которые отмечали проработанность характеров персонажей, актёрскую игру, сценарий и манеру съёмки. Эбигейл Спенсер была номинирована на премию «Выбор телевизионных критиков» за лучшую женскую роль второго плана в драматическом сериале. В 2015 году сериал был удостоен премии Пибоди.